# Livret scolaire

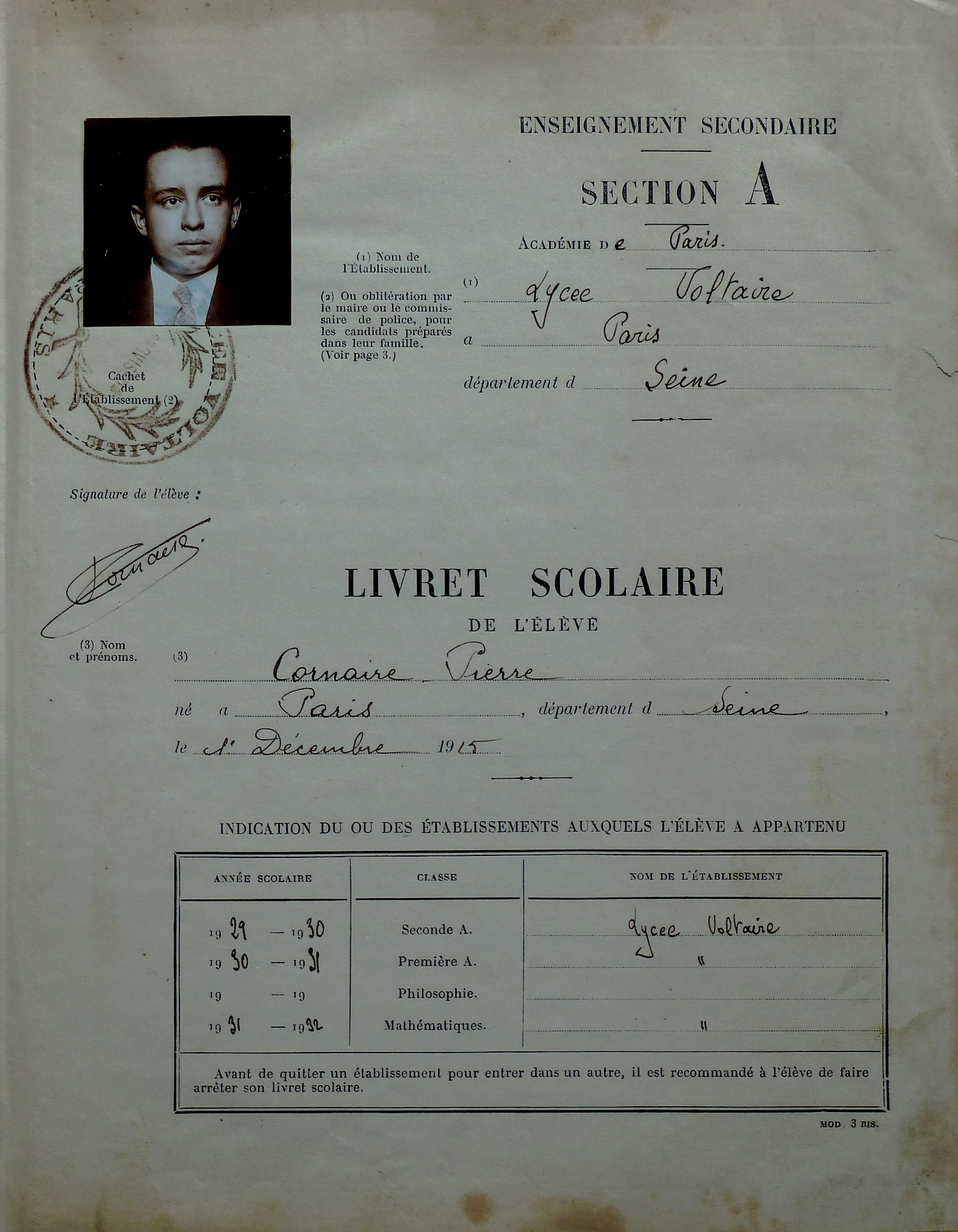
Livret au Lycée Voltaire en 1929. Première page.

Le livret scolaire est un document officiel du ministère de l'Éducation nationale en France, sur lequel sont inscrits les résultats des évaluations (chiffrées ou non) et les appréciations concernant les élèves dans différentes matières, lors de l'instruction obligatoire (c'est-à-dire lors de la scolarisation, les personnes déscolarisées ne sont pas prises en compte), entre 3 et 16 ans.
Il est à distinguer du bulletin scolaire, aussi appelé « carnet de notes », et du relevé de notes (qui mentionne les notes obtenues dans les universités ou lors d'un examen ou concours).

## Historique

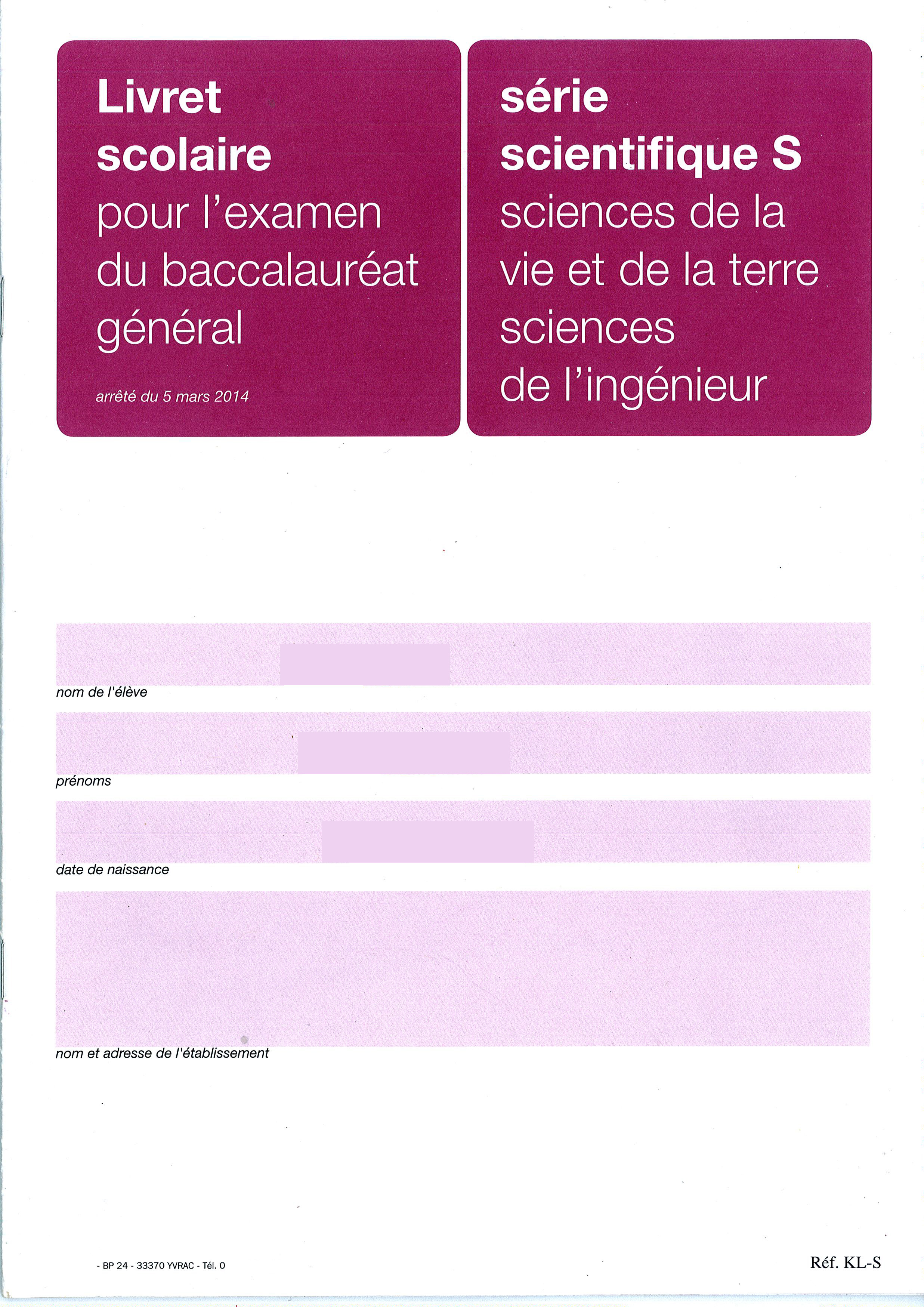
Première de couverture d'un livret scolaire de lycée général, série scientifique

## Le fonctionnement du livret scolaire
Au départ, il y a un livret scolaire pour le primaire, puis un autre livret scolaire pour le collège. D'autres livrets peuvent suivre ensuite un élève dans la suite de son parcours scolaire, selon le même procédé, malgré l'absence d'injonction inhérente à l'instruction obligatoire. À la fin de chaque niveau d'enseignement (primaire, secondaire), il est remis aux familles. Il existe alors au moins deux livrets scolaires par élève, très souvent davantage.
Le livret du primaire présente les aptitudes, les résultats des évaluations, les compétences acquises, diverses attestations (premiers secours...), ainsi qu'un compte rendu du conseil des maîtres, en rapport avec la scolarité future de l'élève.

## La réforme du collège de 2016 et la mise en place du livret scolaire universel numérique
La réforme du collège, entrée en vigueur en septembre 2016, prévoit l'instauration d'un livret scolaire unique (LSU, parfois également appelé LSUN, livret scolaire unique numérique), qui doit suivre l'élève dans toute sa scolarité obligatoire, du cours préparatoire à la classe de 3e. Une version numérique de ce livret scolaire est prévue à terme, pour faciliter le suivi de l'élève et les communications entre les différents cycles scolaires, les enseignants des premier et second degrés et les familles.

### Les nouveautés de ce livret numérique
Le livret numérique universel a pour finalité d'être accessible en ligne, pour les enseignants comme pour les familles, il doit être le même quelle que soit l'académie, et s'applique aussi bien dans l'enseignement public que dans l'enseignement privé sous contrat d'association avec l'état. Il renferme des bilans de cycles, en fin de classe de 6e (fin du cycle 3) et en fin de classe de 3e (fin de cycle 4), en lieu et place des bulletins de notes.

### Les critiques

#### Positives
Ce livret fait la synthèse des attestations obtenues par un élève (natation, secourisme, sécurité routière...) et de ses résultats scolaires (sous forme de notes, de code couleur ou de lettres (A, B, C, D) en primaire). De plus, le livret reprend aussi les appréciations des enseignants et deux bilans de fin de cycle (fin de 6e et fin de 3e). Il informe aussi sur l'absentéisme de l'élève. De même, il doit faciliter le suivi des élèves par les enseignants et permettre aux parents d'être mieux informés sur l'évolution scolaire de leur enfant.

#### Négatives
La mise en place de ce livret se fait lentement, car environ 30 à 40 % des établissements primaires et des collèges l'exploitent en cette première année de réforme. Les problèmes techniques inhérents à de nombreux fonctionnements informatiques freinent sa mise en place. La formulation des items du socle commun reste perfectible car apparaît souvent comme ampoulée ou nébuleuse, parfois pour les enseignants, souvent pour les parents, le ministère prévoyant pour ces derniers une notice explicative. Le temps passé par les enseignants sur ce logiciel est parfois dénoncé par les syndicats, comme le SNES-FSU.